# Dendrocoelum lacteum
Dendrocoelum lacteum är en plattmaskart som först beskrevs av Mueller 1774.  Dendrocoelum lacteum ingår i släktet Dendrocoelum och familjen Dendrocoelidae. Arten är reproducerande i Sverige. Inga underarter finns listade i Catalogue of Life.